# K2 (영화)
K2는 일본에서 제작된 프랭크 로덤 감독의 1991년 모험, 드라마 영화이다. 마이클 빈 등이 주연으로 출연하였고 조나단 T. 타플린 등이 제작에 참여하였다.

## 출연

### 주연
- 마이클 빈
- 맷 크레이븐
- 레이몬드 J. 배리
- 후지오카 히로시
- 패트리샤 샤르보노

### 조연
- 줄리아 닉슨

## 제작진
- 원작자: 패트릭 메이어스
- 협력프로듀서: 마사 미커지
- 미술: 앤드류 샌더스
- 의상: 캐스린 모리슨
- 배역: 빅토리아 토머스

## 한국어 더빙 성우진(MBC, 1998년 1월 24일)
- 안지환 - 테일러 (마이클 빈)
- 손원일 - 해롤드 (맷 크레이븐)
- 한규희
- 권혁수
- 최상기
- 조예신
- 박조호
- 김호성
- 박소라
- 엄태국
- 엄현정
- 이철용
- 정남
- 최석필
- 김용준